# Margarete Körnig
Margarete Körnig, verheiratete Margarete Bauer (21. September 1853 in Leipzig – um 1913 in Dresden) war eine deutsche Theaterschauspielerin.

## Leben
Der Künstler Emil Bauer war mit der ehemaligen kaiserlichen russischen Hofschauspielerin verheiratet, welche zu ihrer Zeit am Dresdner Residenztheater das ganze Fach der ersten Soubretten und munteren Liebhaberinnen beherrschte und sich großer Beliebtheit erfreute. Rollen wie „Lucinde vom Theater“, „Cäcilie“ in „Montjoye“, „Emma“ in „Mein Leopold“ gehören zu ihren anerkannten Leistungen. Die Künstlerin war, seitdem die Operette und das österreichische und bayerische Volksstück die Oberhand gewannen, aus dem Verbande dieses Theaters geschieden, um fortab nur noch als Gast an hervorragenden Bühnen zu erscheinen.